# Halálozások 1959-ben
Ez a szócikk az 1959-es évben elhunyt nevezetes személyeket sorolja fel.

## December
| Dátum        | Név          | Foglalkozás / tisztség                                                   | Kor | Forrás |
| ------------ | ------------ | ------------------------------------------------------------------------ | --- | ------ |
| december 28. | Ante Pavelić | horvát katonatiszt, fasiszta politikus, az usztasa alapítója és vezetője | 070 |        |

## November
| Dátum       | Név             | Foglalkozás / tisztség             | Kor | Forrás |
| ----------- | --------------- | ---------------------------------- | --- | ------ |
| november 7. | Victor McLaglen | Oscar-díjas angol-amerikai színész | 072 |        |

## Október
| Dátum       | Név                | Foglalkozás / tisztség                                                  | Kor | Forrás |
| ----------- | ------------------ | ----------------------------------------------------------------------- | --- | ------ |
| október 16. | George C. Marshall | Nobel-békedíjas amerikai tábornok, politikus (Marshall-terv)            | 078 |        |
| október 15. | Sztepan Bandera    | ukrán politikus, a nyugat-ukrajnai nemzeti mozgalom vezető személyisége | 050 |        |
| október 14. | Errol Flynn        | ausztrál származású amerikai színész                                    | 050 |        |
| október 7.  | Mario Lanza        | olasz származású amerikai opera- és dalénekes (tenor), filmszínész      | 038 |        |

## Szeptember
| Dátum         | Név           | Foglalkozás / tisztség | Kor | Forrás |
| ------------- | ------------- | ---------------------- | --- | ------ |
| szeptember 6. | Andrew J. May | amerikai politikus     | 084 |        |

## Augusztus
| Dátum         | Név       | Foglalkozás / tisztség | Kor | Forrás |
| ------------- | --------- | ---------------------- | --- | ------ |
| augusztus 14. | Jávor Pál | színművész             | 057 |        |

## Július
| Dátum      | Név            | Foglalkozás / tisztség                      | Kor | Forrás |
| ---------- | -------------- | ------------------------------------------- | --- | ------ |
| július 17. | Billie Holiday | amerikai dzsesszénekesnő                    | 044 |        |
| július 15. | Ernest Bloch   | zsidó származású svájci-amerikai zeneszerző | 078 |        |

## Június
| Dátum      | Név             | Foglalkozás / tisztség            | Kor | Forrás |
| ---------- | --------------- | --------------------------------- | --- | ------ |
| június 18. | Ethel Barrymore | Oscar-díjas amerikai színésznő    | 079 |        |
| június 16. | George Reeves   | amerikai színész (Superman)       | 045 |        |
| június 10. | Meskó Zoltán    | katona, nyilaskeresztes politikus | 076 |        |

## Május
| Dátum    | Név                   | Foglalkozás / tisztség                 | Kor | Forrás |
| -------- | --------------------- | -------------------------------------- | --- | ------ |
| május 5. | Carlos Saavedra Lamas | Nobel-díjas argentin politikus, oktató | 080 |        |

## Április
| Dátum      | Név                | Foglalkozás / tisztség | Kor | Forrás |
| ---------- | ------------------ | ---------------------- | --- | ------ |
| április 9. | Frank Lloyd Wright | amerikai építész       | 091 |        |

## Március
| Dátum      | Név          | Foglalkozás / tisztség    | Kor | Forrás |
| ---------- | ------------ | ------------------------- | --- | ------ |
| március 3. | Lou Costello | amerikai színész, komikus | 052 |        |

## Február
| Dátum       | Név              | Foglalkozás / tisztség                  | Kor | Forrás |
| ----------- | ---------------- | --------------------------------------- | --- | ------ |
| február 28. | Maxwell Anderson | amerikai író, drámaíró, költő, újságíró | 070 |        |
| február 3.  | Buddy Holly      | amerikai énekes-dalszerző               | 022 |        |

## Január
| Dátum      | Név              | Foglalkozás / tisztség                                            | Kor | Forrás |
| ---------- | ---------------- | ----------------------------------------------------------------- | --- | ------ |
| január 21. | Cecil B. DeMille | Oscar-díjas amerikai filmrendező, producer, forgatókönyvíró, vágó | 077 |        |